# NGC 643C
NGC 643C is een spiraalvormig sterrenstelsel in het sterrenbeeld Kleine Waterslang. Het sterrenstelsel bevindt zich in de buurt van NGC 643, NGC 643A en NGC 643B.

## Synoniemen
- PGC 6256
- ESO 30-1
- FGCE 186